# Centrale géothermique de Reykjanes
La centrale géothermique de Reykjanes est une centrale géothermique détenue et opérée par HS Orka. Elle est située sur la Reykjanesskagi, au sud-ouest de l'Islande. Elle a une capacité de 100 MW, principalement utilisée par une usine d'aluminium Norðurál près d'Akranes.

## Histoire
L'étude de la possibilité de la construction de la centrale commença en 1997, avec des premiers forages en 1998. Le but initial de la centrale était de fournir de la vapeur d'eau pour une usine de magnésium. Cependant, assez rapidement, il apparut que l'usine ne serait pas construite, et Hitaveita Suðurnesja explora alors la possibilité de produire de l'électricité pour agrandir l'usine d'aluminium de Norðurál. En octobre 2003, le contrat fut signé entre Hitaveita Suðurnesja, Orkuveita Reykjavíkur et Norðurál. La construction de la centrale commença en 2004 et s'acheva en 2006.

## Caractéristiques
15 puits furent creusés à une profondeur d'environ 2 km. À cette profondeur, l'eau est à une température d'environ 300 °C. Le débit de vapeur est d'environ 800 kg s−1, ce qui permet d'actionner deux turbines de 50 MW chacune.